# Ренкюм
Ренкюм (нід. Renkum, нід. вимова: [ˈrɛŋkʏm] ( прослухати)) — муніципалітет на сході Нідерландів, у провінції Гелдерланд із центром в однойменному селі.

## Населені пункти муніципалітету
Села
- Волфгезе
- Гевеадорп
- Гелсюм
- Дорверт
- Остербек
- Ренкюм

## Топографія
Нідерландська топографічна карта муніципалітету Ренкюм, червень 2015 року.

## Визначні мешканці
- Маріанне Тіме (нар. 1972) — нідерландська політична діячка; зростала в Ренкюмі
- Роналд Куман (нар. 1963) —  нідерландський футболіст і тренер, жив у Ренкюмі
- Ксан де Ваард (нар. 1995) — нідерландська хокеїстка на траві, срібна призерка Олімпійських ігор 2016, уродженка Ренкюма

## Галерея

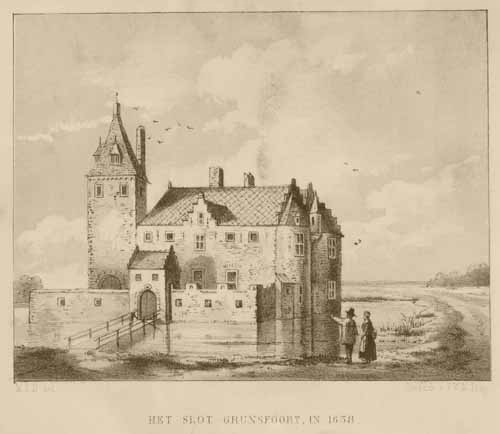
Замок Грюнсфорт (1638)
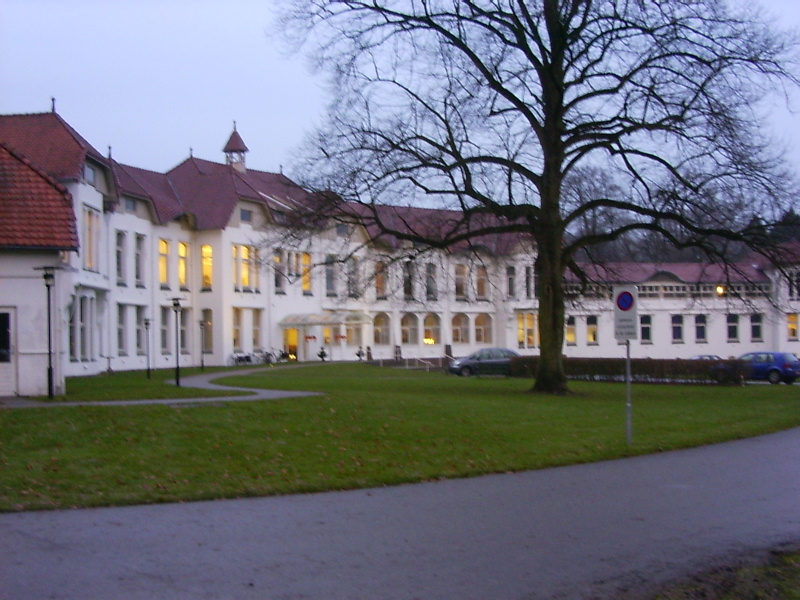
Orange Nassau's Oord
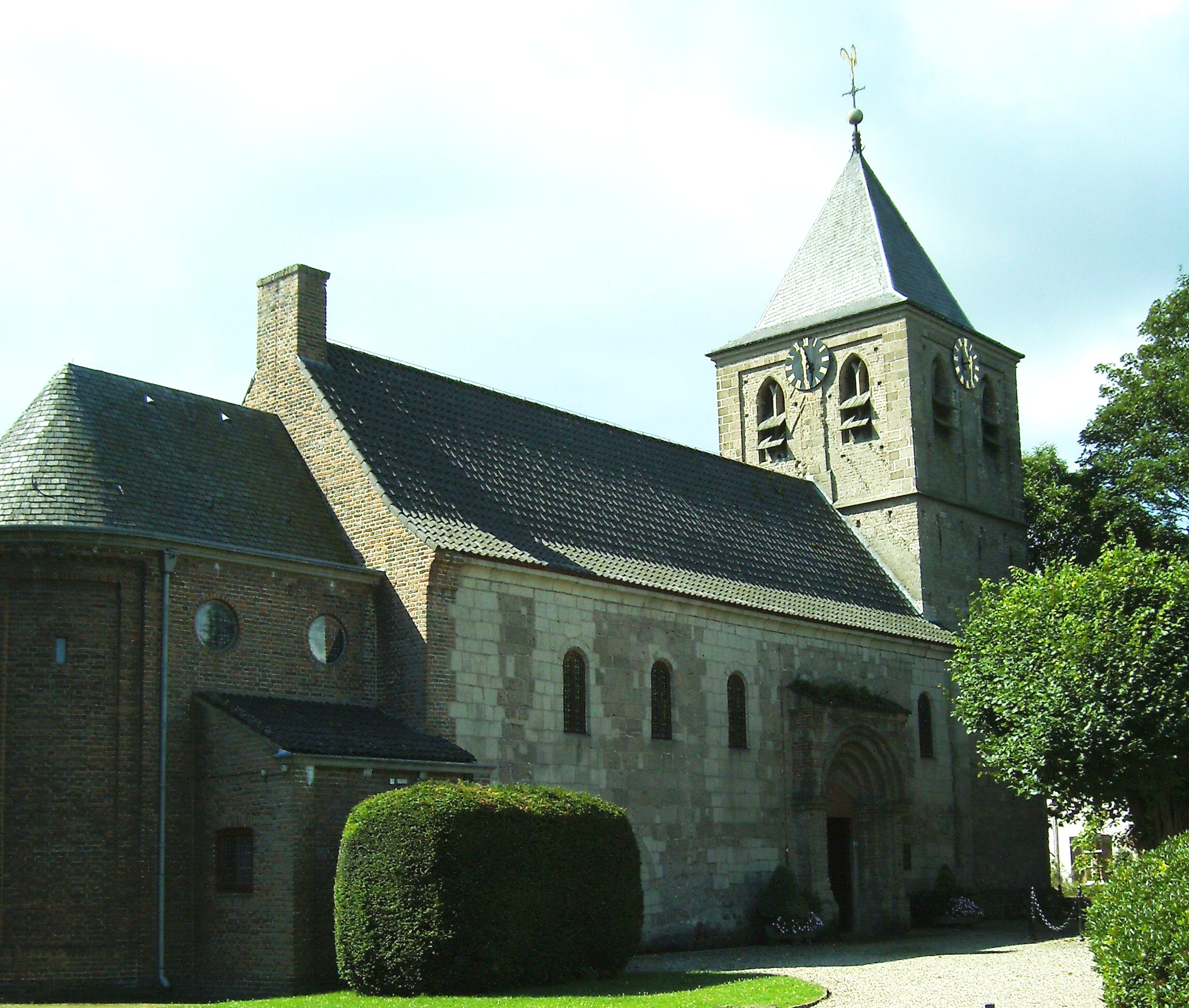
Церква в Остербеку, найстаріша діюча в Нідерландах
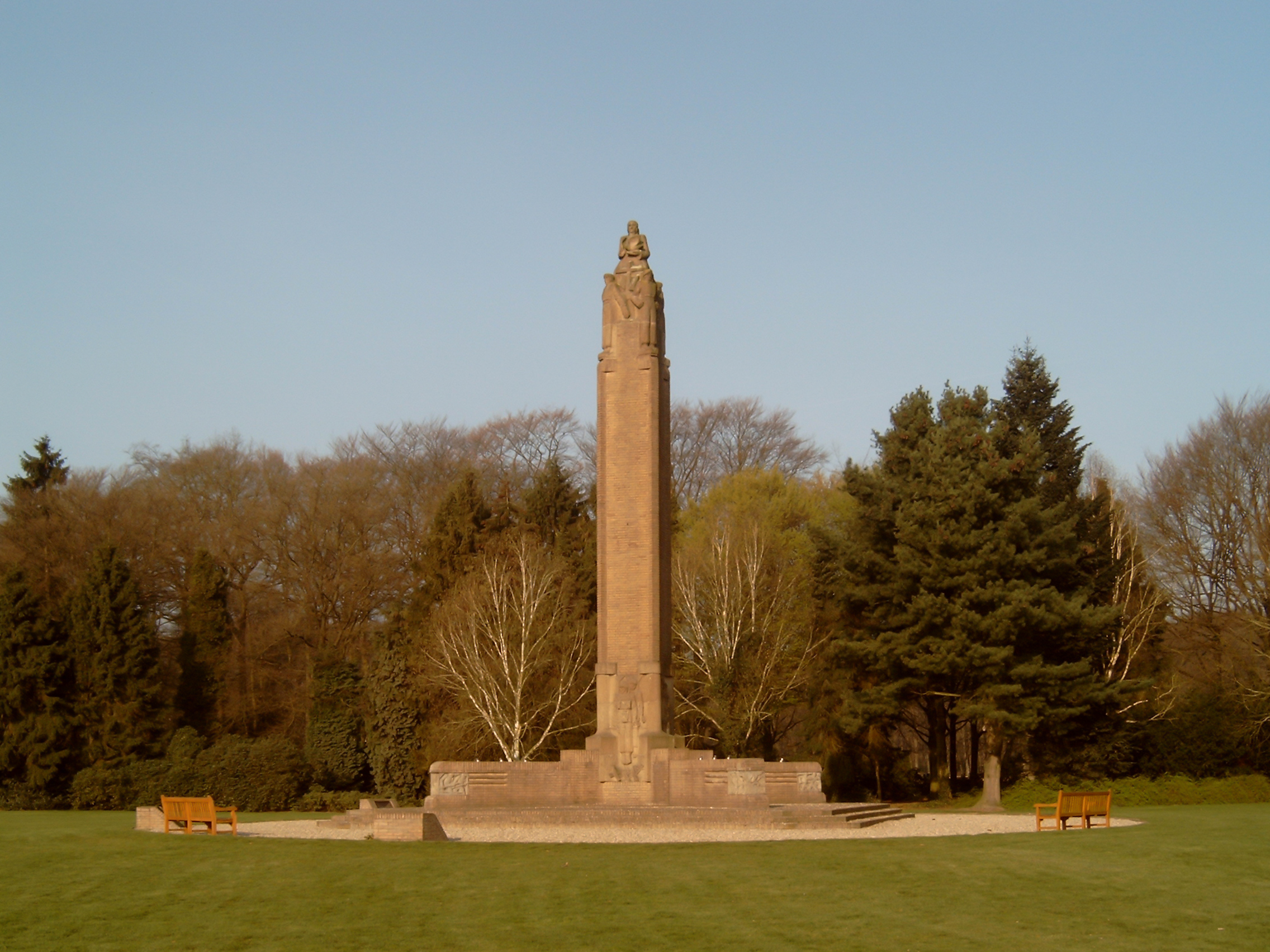
Воєнний меморіал в Остербеку